# Kattilajärvi (sjö i Esbo, Nyland)
Kattilajärvi är en sjö i kommunen Esbo i landskapet Nyland i Finland. Sjön ligger 61,9 meter över havet. Den är 9,43 meter djup. Arean är 34 hektar och strandlinjen är 3,62 kilometer lång. Sjön  ingår i Vanda å huvudavrinningsområde.   Den ligger omkring 23 km nordväst om Helsingfors. 